# Melhor jogador do mundo pela FIFA em 2002

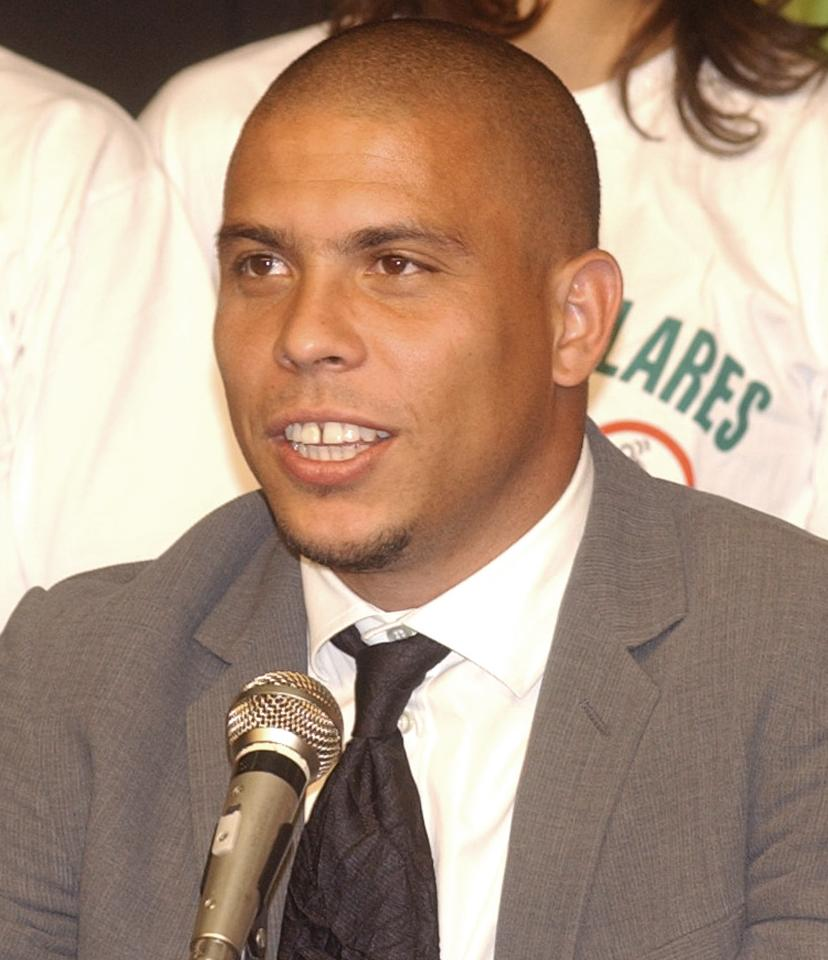
O atacante brasileiro Ronaldo

O prêmio de Melhor Jogador do Mundo pela FIFA em 2002 foi vencido pelo brasileiro Ronaldo, que superou Oliver Kahn e Zinédine Zidane e conquistou seu terceiro título.

## Resultados

### Masculino
| Posição | Jogador         | Pontos | Clube                                |
| ------- | --------------- | ------ | ------------------------------------ |
| 1       | Ronaldo         | 384    | Internazionale → Real Madrid         |
| 2       | Oliver Kahn     | 171    | Bayern de Munique                    |
| 3       | Zinédine Zidane | 141    | Real Madrid                          |
| 4       | Roberto Carlos  | 113    | Real Madrid                          |
| 5       | Rivaldo         | 92     | Barcelona → Milan                    |
| 6       | Raúl            | 90     | Real Madrid                          |
| 7       | Michael Ballack | 82     | Bayer Leverkusen → Bayern de Munique |
| 8       | David Beckham   | 51     | Manchester United                    |
| 9       | Thierry Henry   | 38     | Arsenal                              |
| 10      | Michael Owen    | 34     | Liverpool                            |

### Feminino
| Posição | Jogador            | Pontos |
| ------- | ------------------ | ------ |
| 1       | Mia Hamm           | 161    |
| 2       | Birgit Prinz       | 96     |
| 3       | Sun Wen            | 58     |
| 4       | Tiffeny Milbrett   | 45     |
| 5       | Marinette Pichon   | 42     |
| 6       | Christine Sinclair | 38     |
| 7       | Steffi Jones       | 19     |
| 8       | Hege Riise         | 17     |
| 9       | Sissi              | 14     |
| 10      | Bai Jie            | 13     |
| 11      | Hanna Ljungberg    | 11     |
| 12      | Kristine Lilly     | 10     |
| 12      | Kátia              | 10     |